# Макапансгат
Макапансгат ([mʌkʌˈpʌnsxʌt] або Долина Макапан) — археологічна локація в долині Макапансгат, поруч зі Сварткранс, в 15 км на північний схід від містечка Мокопане в провінції Лімпопо, Південна Африка. Ця місцевість із каменярнями і родовищами вапна має величезне значення для палеоантропології.  Відкладення в долинах і численних печерах тут містять скам'янілі рештки гомінід і свідчення їх діяльності в період від пізнього пліоцену і до історичних часів.
Вся долина Макапан оголошена спадщиною Південної Африки (т. зв. "колиска людства", втім більшість найдавніших знахідок звідти не належать до гілки антропогенезу, що веде до Homo sapiens) і ввійшла в обширний об'єкт Світової спадщини ЮНЕСКО.
Систематичні дослідження в долині тривають з 1940-х рр., хоча перші знахідки відомі з 1920-х. Тут працювали Раймонд Дарт,  Роберт Брум, Джеймс Кітчинг, Філліп Тобіас. Наряду з іншими локаціями "колиски людства" роботи в Макапансгаті відіграли значну роль у формуванні південноафриканської палеоантропологічної школи, зокрема, в Університеті Вітватерсранда ("Вітс") і Інституті еволюційних досліджень.
Крім палеоантропологічних знахідок Макапансгат багатий різноманітною палеофауною, звідти описані, зокрема, вид гієн H. hyaena makapani, карликовий бик Bos makapania.
Вперше увагу вчених до локації в 1925 році привернув учитель коледжа в Пітерсбурзі (нині Полокване), Вільфред Айцман (Wilfred I. Eitzman), відкривач, крім іншого, гальки з Макапансгату.

## Назва
Європейці в цій місцевості з'явилися в 1830-ті роки в ході подій, відомих як Великий трек. В 1854 році в печері при вході в долину в боях проти бурських командо тримали облогу групи ндебеле під керівництвом вождя Мокопане. Печера стала відома як "печера Макапана" (видозмінене ім'я вождя; мовою африкаанс: Makapan's Gat), згодом назва Макапансгат поширилась на всю долину, а печера зараз відома як Історична/Historic.

## Пам'ятки Макапансгату

### Вапнові копальні
Цей об'єкт містить шари з найширшим спектром датувань: від понад 4 мільйонів років до, можливо, 1,6 мільйона років тому. Його дослідження триває з кінця 1940-х рр., на цьому місці знайдені тисячі кісткових фрагментів, серед яких рештки грацильного австралопітека Australopithecus africanus. Втім, Раймонд Дарт цю знахідку оголосив голотипом запропонованого ним виду Australopithecus prometheus. Цю його думку наразі відкинуто, а шари чорних, багатих на вільний вуглець відкладень, які він і В. Айцман вважали золою і свідченням використання автралопітеками вогню (звідси назва прометей), — пояснені іншими процесами. Енді Герріс з Університету Ла Троуб, Австралія припускає, що згадані скам’янілості A. africanus датуються 2,85–2,58 мільйонами років тому (за даними палеомагнетизму).
Пам'ятка зазнала катастрофічного руйнування через методи видобутку вапна (динамітом), величезні обсяги породи, багатої на скам'янілості, були знищені заради виготовлення будматеріалів. Проте окремі знахідки робляться по сей час у відвалах і навіть дорожніх покриттях біля копалень (насипаних із тої ж породи). В різний час печеру відвідували сер Вілфрід Ле Грос Кларк, Отеніо Абель, Лідіо Кіпріані. У 1990–2000-ні роки тут працювала спільна експедиція Університету "Вітc" і Університету штату Аризона.

### Печера Хіртс
Печера Вогнищ (Hearths) розташована неподалік від печерного комплексу Історичної та зберігає надзвичайно повну інформацію про діяльність людини з часів ранньої кам'яної доби (ашельської культури) через шари середньої та верхньої кам'яної доби і аж до залізної доби. Європейські реліквії 19-го століття, такі як мідний посуд і мушкетні кулі, були знайдені на поверхні, коли почалися розкопки. Місце було повторно розкопано та повторно проаналізоване в рамках «Дослідницького проекту середнього плейстоцену Макапан», який проводився Університетом Ліверпуля (Велика Британія) між 1996 і 2001 роками. Ця робота показала, що кольорові горизонти відкладень на рівнях ранньої кам'яної доби не є результатом використання вогню. А нижня щелепа Homo, також знайдена тут, могла належати одному із найдавніших представників Homo sapiens.

### Печера Буффало
Вважається, що невелика кількість скам’янілостей була зібрана доктором Робертом Брумом із цього місця в 1937 році, включаючи останки вимерлого карликового буйвола Bos makapania, на честь якого і названа печера. Нещодавні розкопки виявили велику кількість решток "корнеліансьої" фауни — включаючи антилоп, коней, свиней, мавп і хижаків. Фауна, а також оцінки палеомагнітного віку Енді Герріса (Університет Ла-Троб, Австралія) припускають вік основних шарів, що містять копалини, від 990000 до 780000 років. Базальні відкладення мінеральних напливів сягають приблизно 2 мільйонів років і мають свідчення початку циркуляції Вокера приблизно 1,7 мільйона років тому.

### Печера Фікус і стоянка залізної доби
Свою назву печера отримала від коренів фігового дерева Ficus ingens, які закривають її вхід. У цій печері знаходять артефакти залізної доби та XIX століття, є велика колонія кажанів і підземне озеро. На пам'ятці залізної доби можна виявити уламки предметів ранньої залізної доби (приблизно 550 р. н. е.), 870 р. н. е. та пізньої залізної доби (1560 р. н. е.). Схили, що прилягають до печери, мають штучні тераси, і археологічні знахідки з них включають черепки, жорна, молоткові камені та залишки індустрій з виплавки заліза, включаючи руду, шлак і фрагменти фурм.

### Печера Пепперкорн
Ця печера містить реліквії залізної доби, давніших часів, в ній є підземне озеро. Тут також мешкає велика колонія мігруючих довгопалих кажанів Miniopterus schreibersii.

### Печера Рейнбоу
Ця печера розташована безпосередньо під Історичною печерою та містить залишки кількох (гіпотетичних) вогнищ, що свідчить як про те, що тут люди господарювали на цій території, так і про контрольоване використання вогню. Досліджені шари виявили артефакти пітерсбурзької культури середньої кам'яної доби 100000–50000 р. т. Недавні дослідження показали, що кольорові горизонти не є вогнищами, а, швидше за все, відкладеннями стародавніх водойм.

### Печера Історична або Макапансгат

Галька з Макапансгату, її поверхня має сліди лише природних впливів, але вважається найдавнішим манупортом і, можливо, реді-мейд

Це місце розташоване безпосередньо поруч з печерою Хіртс і зберігає реліквії залізної доби, зокрема часів Мфекане. У 1936 році, в рамках святкування сторіччя Великого Треку, печера була оголошена національним пам'ятником. Тут найдена галька з Макапансгату в шарах, пов'язаних зі скам'янілостями. Приблизно 3 млн років тому (необроблена) галька, що формою нагадує обличчя або мавп'ячу морду, була перенесена від русла річки в печеру (декілька кілометрів). Домінує припущення, що цей камінчик є найдавнішим відомим прикладом символічного мислення ранніх гомінідів.

### Печера Колд Ейр
Аналіз стабільних ізотопів сталагміту, датованого серією урану, з цієї печери надав дані кліматичних змін за періоди 4400–4000 років і приблизно 800 років тому до наших днів.

### Печера Ґутентайт
Цю печеру знайшли і дослідили в 2000 році Е. Герріс, А. Латам і В. Мурзель. Пройшовши кілька щільних стиснень, печера відкрилася у велику камеру. Підлога камери була вкрита вогнищами. Напис на стіні печери був датований 19 століттям і вказував на те, що попередній вхід до печери завалився і запечатав порожнину в якийсь момент після створення напису.

### Печера Мурзель
Ця печера була знайдена і досліджена в 1998 році Е. Геррісом і А. Латамом. Викопування входу призвело до підйому та переходу вниз до ряду нижніх прикрашених камер.

### Печера Каценджаммер або Герріс Хоул
Ця печера розташована поруч з печерою Пеперкорна. Вхідна шахта веде вниз до вузького підйому та входу до мережі ходів на тому ж рівні, що й дальня частина сусідньої печери. В районі вхідної шахти є відкладення зі скам’янілими рештками.

## Історія відкриттів у долині Макапансгат
Вважається, що долина Макапансгат містить один із найбільших палеонтологічних записів еволюції Homo у світі. Дослідження тут розпочалися в 1922-1925 роках, коли вчитель з містечка поблизу, Вілфред Айцман, дізнався про скам'янілості від вапнярів. Деякий викопний матеріал було надіслано Раймонду Дарту, проте той розпочав систематичне дослідження лише в 1947 році.
Матеріали, надані Дарту Айцманом, призвели до появи гіпотези про використання вогню австралопітеками, до опису Australopithecus prometheus, а також гіпотези, що до відкриття кам’яних знарядь гомініди використовували інструменти, виготовлені з кісток, зубів і рогів, Дарт назвав це остеодонтокератичною культурою. Ці гіпотези пізніше були спростовані, знахідки отримали інші інтерпретації, але цінні для історії науки.
У 1936 році Комісію з історичних пам’яток попросили оголосити Макапансгат національним пам’ятником. Професор Кларенс ван Ріт Лоу, секретар комісії та директор Археологічної служби Південно-Африканського Союзу, відвідав це місце в 1937 році. Він оглянув Історичну печеру та виявив неподалік занедбану штольню вапнярів, яка прорізала кальциновану печеру. У її заповненні він побачив скам’янілі кістки, кам’яні знаряддя праці та те, що він вважав горизонтом попелу, залишком стародавніх вогнищ. Спочатку він вважав її за частину печери Макапана, але пізніше перейменував її в «Печеру вогнищ», Хіртс (The Cave of Hearths).
Подальші дослідження в червні та жовтні 1937 року виявили печеру Рейнбоу. На пам'ятці побували Кларенс Ван Ріт Лоу, Раймонд Дарт і Роберт Брум. Геологічну розвідку території проводив Г. Б. С. Кук з геологічного факультету Університету "Вітс" у 1941 р. і згодом Л. С. Кінг у 1951 р.
Завдяки відкриттям студентської експедиції Університету "Вітс" під керівництвом Філліпа Тобіаса 1945 р. та матеріалам Айцмана доктор Бернард Прайс започаткував грант на дослідження долини. Систематичні розкопки почалися в печері Хіртс у 1947 році, польові роботи проводили Гай Гардінер, Джеймс Кітчінг та його брати Бен і Шиперс. Одним із найбільш значущих відкриттів була нижня щелепа Homo, знайдена Беном. У 1953 році доктор Р. Дж. Мейсон був призначений відповідальним за розкопки. Стратиграфічна послідовність визначена протягом 1953–1954 рр.
Після того, як у 1947 році брати Кітчінг виявили ендокран людиноподібної мавпи на відвалі вапнового видобутку, Дарт організував ручне сортування звалищ, щоб отримати якомога більше викопного матеріалу. За десятиліття досліджень ідентифіковані та каталогізовані багато тисяч скам’янілостей із цього місця.
Брайан Магуайр у 1965–1980 рр. досліджував камені, занесені в печери в доісторичні часи. Він інтерпретував це як сліди діяльності з виготовлення кам’яних знарядь, яка датується приблизно 2,3–1,6 мільйонами років тому, однак останній аналіз показав, що ця інформація невірна.
Роботи на об’єктах долини Макапансгат наприкінці 1990-х і на початку 2000-х виконували такі групи:
- Makapansgat Fieldschool, якою спільно керують Кей Рід з Інституту походження людини при Університеті штату Аризона (США) і Кевін Куйкендалл з Університету "Вітс", а пізніше Шеффілдського університету (Великобританія);
- Дослідницький проект середнього плейстоцену Makapan, яким керував Ентоні Сінклер, Патрік Квінні з Ліверпульського університету (Велика Британія), а пізніше Джон Макнабб з Саутгемптонського університету (Великобританія).
- Альф Латам, Джинет Уорр (Університет Ліверпуля) та Енді Герріс (Університет Ла Троуб, Австралія) виконали геохронологічну та стратиграфічну роботу для обох проектів.

## Координати локацій
- Дім дослідників 24°08′22.1″ пд. ш. 29°11′59.5″ сх. д. / 24.139472° пд. ш. 29.199861° сх. д.
- Вапнові копальні 24°08′22″ пд. ш. 29°11′25.6″ сх. д. / 24.13944° пд. ш. 29.190444° сх. д.
- Хіртс ("печера вогнищ") 24°08′25.8″ пд. ш. 29°11′58.6″ сх. д. / 24.140500° пд. ш. 29.199611° сх. д.
- Історична 24°08′28.7″ пд. ш. 29°11′58.9″ сх. д. / 24.141306° пд. ш. 29.199694° сх. д.
- Рейнбоу 24°08′29.4″ пд. ш. 29°12′01.9″ сх. д. / 24.141500° пд. ш. 29.200528° сх. д.
- Буффало 24°08′34.8″ пд. ш. 29°10′37″ сх. д. / 24.143000° пд. ш. 29.17694° сх. д.
- Колд Ейр 24°08′45.7″ пд. ш. 29°10′10.7″ сх. д. / 24.146028° пд. ш. 29.169639° сх. д.
- Сварткранц 24°07′54″ пд. ш. 29°11′18″ сх. д. / 24.13167° пд. ш. 29.18833° сх. д.